# مجدي النجار
مجدي النجار (23 سبتمبر 1956 - 9 مايو 2014) هو شاعر غنائي مصري.

## حياته
شاعر غنائي وأديب ومفكر ومتصوف مصري بدءا من ثمانيات القرن الماضي بث روحا جديده في الشعر الغنائي له كثير من الأغاني العاطفيه والمؤلفات الشعرية عمل في سلك الشرطة من عام 1979 إلى عام 2003 تقاعد من العمل الشرطي في رتبة عميدالف العديد من الأغاني يتجاوز 1000 لحنها معظم الموسيقين المعاصرين خلافا للعبقري بليغ حمدي والراحل كمال الطويل عضو لجنة النصوص باتحاد الإذاعة والتلفزيون المصرين ضمن لجنه من شعراء الفصحى والعاميه مثل الشاعر محمد التهامي، الشاعر محمد إبراهيم أبو سنة والشاعر عبد الرحمن الأبنودي غنى له الكثير من المطربين والمطربات له مؤلفات شعريه في المرأة وله كتابات دينية في مدح الرسول.

## وفاته
توفى يوم الجمعة 9 مايو 2014 بعد تعرضه لذبحه صدرية أدت لوفاته على الفور.

## غنى له
- محمد العزبي
- عمرو دياب
- محمد فؤاد
- اصاله نصري
- ميادة الحناوي
- خالد عجاج
- مدحت صالح
- علي الحجار
- محمد الحلو
- هاني شاكر
- وائل كفوري
- مصطفى قمر
- إيهاب توفيق
- الشاب خالد
- تامر حسني
- شيرين عبد الوهاب
- انغام
- محمد ثروت
- ليلى غفران
- بهاء سلطان
- هشام عباس
- عامر منيب
- منى عبد الغني
- حسن الأسمر
- غادة رجب
- ريهام عبد الحكيم
- هشام نور
- خالد علي
- عماد عبد الحليم
- عمر فتحي

## أشهر اغانيه
- مواعداني (محمد فؤاد)

- ما ابقاش انا (اصالة نصرى)

- لو بتحب حقيقي صحيح (هاني شاكر)

- يا اللي ماشي (بهاء سلطان)

- الست دي امي (خالد عجاج)

- انا مش حاضعف (عمرو دياب)

- اصلها بتفرق (عمرو دياب)

- سبت فراغ كبير (عمرو دياب)
- ما يتحكيش عليها ( عمرو دياب )